# Sprengboot Tornado
Das Sprengboot Tornado war ein Prototyp der deutschen Kriegsmarine gegen Ende des Zweiten Weltkrieges.

## Entwicklungsgeschichte
Die Entwurfsplanungen begannen im Dezember 1944 durch den Ingenieur Grochalsky, der an die „Kleinkampfverbände der Kriegsmarine“ mit einem außergewöhnlichen Konzept herantrat. Demnach sollte ein motorbootähnliches Gefährt auf beiden Seiten mit je einem sehr dicht über der Wasserlinie befindlichen 300 kg Sprengstoff beladenen Flugzeugschwimmer versehen werden. Die Gesamtsprengleistung sollte damit bei 600 kg liegen. Die Schwimmer sollten dabei von der Seevariante der Ju 52 stammen, die bereits in Serienfertigung hergestellt und somit in größeren Stückzahlen vorhanden waren. Die beiden Schwimmer wurden durch ein Konstrukt miteinander verbunden, wobei in der Mitte der hinteren Verbindungstraverse das Pulsrohr einer V1 (Pulso-Schubrohr Argus As 014 mit 335 kp Schubkraft) eingebaut werden sollte. Das Äußere des Tornados glich damit einem Katamaran.
Die Idee bestand darin, dass der Tornado mit sehr hoher Geschwindigkeit auf sein Ziel zurasen und etwa 2.000 Meter vor diesem seine Schwimmer auslösen sollte. Da die Schwimmer über keinen eigenen Antrieb verfügten, sollte der Schwung des Tornado ausreichen, diese zum Ziel tragen. Der Tornado selbst kehrte mit der Besatzung zum Heimathafen zurück, während die Schwimmer auf Zielkurs laufen sollten. Der Vorteil seiner Idee, so Grochalsky, lag darin, dass durch den Einsatz von Schwimmern wertvolle Torpedos gespart werden könnten. Zudem könne man bei den Schwimmern auf bereits bewährte Altkomponenten zurückgreifen. Ähnlich dem Sprengboot Linse war der Einsatz in Rotten, d. h. mit jeweils drei Booten geplant, von denen das mittige als Führungsboot agieren sollte.
Die Entwicklungsabteilung der Kleinkampfverbände war jedoch skeptisch, da es bisher noch keine Versuche gegeben hatte, einen Strahlantrieb mit einem Schiff zu vereinen. Zudem befürchtete sie infolge der hohen Geschwindigkeit des Bootes eine mangelnde Kursstabilität. Dennoch begannen die Vorplanungen, allerdings in abgewandelter Form. Demnach sollte der Tornado per Funk gesteuert werden können. Die Entwicklungsabteilung stellte Grochalsky einen Ingenieurstab zu Seite. Die ersten Modell-Schleppversuche erfolgten bei der Heeresversuchsanstalt in Hamburg mit je 350 kg Sprengstoff in den Schwimmern. Die Triebwerkstests wurden in Travemünde durchgeführt. Die ersten Seeerprobungen fanden vor der Heeresversuchsanstalt Peenemünde in der Ostsee statt. Dort erreichte der Tornado bei glatter See spielend 48 Knoten, lief aber bei Höchstfahrt leicht aus dem Ruder, was die Kentergefahr erhöhte.
Bis zur Kapitulation der Wehrmacht am 8. Mai 1945 war die Endausführung des Tornados in Travemünde fertiggestellt. Der Tornado wurde jedoch zerstört, um ihn nicht in Feindeshand fallen zu lassen. Dennoch wurden nach Kriegsende Konstruktionsunterlagen an die Alliierten übergeben.